# Породица Стоун
Породица Стоун (енгл. The Family Stone) америчка је драмедија из 2005. године у режији и по сценарију Томаса Безуче. Ансамблску поделу улога чине: Клер Дејнс, Дајана Китон, Рејчел Макадамс, Дермот Малрони, Крејг Т. Нелсон, Сара Џесика Паркер и Лук Вилсон.
Приказан је 16. децембра 2005. године у Сједињеним Америчким Државама. Остварио је комерцијални успех, зарадивши више од 92 милиона долара широм света. Паркерова је била номинована за награду Златни глобус, а Китонова, Нелсон и Макадамсова за награду Сателит.

## Радња
Најстарији син доводи своју девојку да се упозна са његовим родитељима, братом и сестром. Боемска породица Стоун дочекује гошћу — динамичну, доминантну Њујорчанку — са мешавином чуђења, збуњености и непријатељства. Пре него се празник заврши, стари односи ће се окончати да би се створили нови, тајне ће бити откривене, а породица Стоун ће се поново наћи на окупу уз помоћ своје изузетне способности да воли.

## Улоге
| Глумац             | Улога                   |
| ------------------ | ----------------------- |
| Клер Дејнс         | Џули Мортон             |
| Дајана Китон       | Сибил Стоун             |
| Рејчел Макадамс    | Ејми Стоун              |
| Дермот Малрони     | Еверет Стоун            |
| Крејг Т. Нелсон    | Кели Нелсон             |
| Сара Џесика Паркер | Мередит Мортон          |
| Лук Вилсон         | Бен Стоун               |
| Брајан Вајт        | Патрик Томас            |
| Тајрон Ђордано     | Тед Стоун               |
| Пол Шнајдер        | Бред Стивенсон          |
| Савана Стелин      | Елизабет Стоун Трусдејл |
| Џејми Калер        | Џон Трусдејл            |